# Мефисто
 Тази статия е за филма от 1981 година.  За шахматния автомат вижте Мефисто (автомат).  
„Мефисто“ (на немски: Mephisto) е унгарски филм от 1981 година, драма на режисьора Ищван Сабо по негов сценарий в съавторство с Петер Добай, базиран на едноименния роман на Клаус Ман.
В центъра на сюжета е германски актьор, който във вариация на легендата за Фауст получава професионален успех, превръщайки се в марионетка на националсоциалистическия режим. Главните роли се изпълняват от Клаус Мария Брандауер, Кристина Янда, Илдико Баншаги.
„Мефисто“ получава награда „Оскар“ за чуждоезичен филм, номиниран е за „Златна палма“, а Брандауер получава наградата на БАФТА за дебют във водеща роля.